# Qom (provins)
Qom (persisk: قم) er en af de 30 provinser i Iran. Provinsen dækker en areal på 11.526 kvadratkilometer. Den ligger i den nordlige del af landet, og provinsens hovedby er byen Qom. Den blev dannet af en del fra provinsen Teheran i 1995.